# 日本歌人クラブ大賞
日本歌人クラブ大賞（にほんかじんクラブたいしょう）は、日本で最大規模の歌人の親睦団体である日本歌人クラブが、創立60周年に際して2010年に設立した賞。日本歌人クラブは、前川佐美雄が設立した結社の日本歌人とは無関係である。日本歌人クラブの伝統と蓄積を反映し、地道に励みかつ斯道に貢献した歌人個人の業績に対して与えられる。

## 概要
日本歌人クラブ主催の他の賞と異なり、役員および会員向けの事前のアンケートは行わず、日本歌人クラブの中央幹事（理事に相当）から選ばれた選考委員がおのおの候補を推薦し、その中から受賞者を決定する。
選考委員の任期は一年。2024年度の選考委員は黒岩剛仁、鈴木英子、結城千賀子、和嶋勝利。2025年度は、黒岩、森本平、結城、和嶋の各氏。大賞受賞者には正賞並びに副賞10万円が贈られる。
このほか、中堅・ベテラン歌人の歌集を対象にした日本歌人クラブ賞、60歳以下の作者の第一歌集を対象にした日本歌人クラブ新人賞、短歌や歌人に対する評論書や研究書を対象とした日本歌人クラブ評論賞があり、歌人クラブ4賞と称される。

## 過去の受賞者
- 第1回（2010年） - 加藤淑子（「アララギ」元会員）　『加藤淑子著作集』全4巻（みすず書房）
- 第2回（2011年） - 馬場あき子（「かりん」主宰、日本芸術院会員）　『歌よみの眼』（日本放送出版協会）『能・よみがえる情念』（檜書店）を中心とした、古典と現代短歌の関わりを探求する業績に対して
- 第3回（2012年） - 石黒清介（短歌新聞社元社長）　「短歌新聞」「短歌現代」終刊号及びそれぞれ六十年、三十四年の業績ならびに一歌壇人、歌人としての功績に対して
- 第4回（2013年） - 岡野弘彦（國學院大學名誉教授、文化功労者、日本芸術院会員） 『美しく愛しき日本』（角川書店）を中心とした、永年の歌人としての功績に対して
- 第5回（2014年） - 山本かね子（「沃野」運営委員長・発行人）『山本かね子全歌集』（本阿弥書店）
- 第6回（2015年） - 尾崎左永子（「星座」主筆）『佐太郎秀歌私見』（角川学芸出版）
- 第7回（2016年） - 春日真木子（「水甕」代表）『水の夢』（KADOKAWA）
- 第8回（2017年） - 藤岡武雄（「あるご」主宰）『斎藤茂吉―生きた足あと』（本阿弥書店）を中心とした永年の功績に対して
- 第9回（2018年） - 該当なし
- 第10回（2019年） - 来嶋靖生（「槻の木」編集代表）『評註柳田国男全短歌』（河出書房新社）を中心とした永年の功績に対して
- 第11回（2020年） - 該当なし
- 第12回（2021年） - 秋葉四郎（「歩道」編集人）『茂吉からの手紙』（ながらみ書房）を中心とした永年の功績に対して
- 第13回（2022年） - 三枝昂之（「りとむ」主宰）『跫音を聴く：近代短歌の水脈』（六花書林）を中心とした永年の功績に対して
- 第14回（2023年） - 福島泰樹（「月光」主宰）『百四十字、老いらくの歌』（皓星社）を中心とした永年の功績に対して
- 第15回（2024年） - 伊藤一彦（「現代短歌・南の会」代表） 『牧水・啄木・喜志子：近代の青春を読む』（ながらみ書房）を中心とした永年の功績に対して

- 第16回[5]（2025年） - 内藤明（「音」所属、宮中「歌会始の儀」選者）評論『抒情の構造：喪われた〈故郷〉の位相』（現代短歌社）[注釈 1]、歌集『三年有半』（砂子屋書房）を中心とした永年の功績に対して